# Distretto di Qiziltepa
Il distretto di Qiziltepa è uno degli 8 distretti della Regione di Navoiy, in Uzbekistan. Il capoluogo è Qiziltepa.
| Controllo di autorità | VIAF (EN) 307475054 · LCCN (EN) no2014046027 |